# Attentats d'Agadez et Arlit
Guerre du Sahel
Batailles
- Tlemss
- 1re Tilwa
- Tabankort
- Ouraren
- Adrar Bouss
- Agadez et Arlit
- Tchibarakaten
- Mangaïzé
- Tazalit
- 1re Bani Bangou
- 2e Tilwa
- Wanzarbé
- Abala
- Midal
- 1re Tongo Tongo
- 1re Ayorou
- 2e Tongo-Tongo
- Baley Beri
- 1re Inates
- 2e Inates
- Sanam
- Chinégodar
- 2e Ayorou
- 2e Bani Bangou
- Taroun
- Torodi
- Adabda
- Intagamey
- Koutougou
- Tabatol
- Takanamat
- Teguey
- Chatoumane

Les attentats d'Agadez et Arlit sont deux attaques-suicides commise par le MUJAO contre l'armée nigérienne et le groupe industriel français Areva le 23 mai 2013. L'attaque est baptisée par les jihadistes opération Abou Zeid, en référence à Abdelhamid Abou Zeid, chef d'AQMI au Mali, tué par l'aviation française le 23 février 2013 lors de la bataille de Tigharghâr. Ce sont les premiers attentat-suicides de l'histoire du Niger.

## Attentat d'Agadez

### Déroulement
La première attaque est commise à Agadez. Le 23 mai, vers 6 heures, un pick-up piégé conduit par des kamikazes enfonce la barrière de sécurité et explose à l'intérieur du camp militaire d'Agadez, faisant plusieurs morts. Un second véhicule entre alors dans le camp, ses occupants ouvrent le feu sur les soldats. La fusillade dure plusieurs heures mais les jihadistes se réfugient dans un dortoir où ils tuent deux de ses occupants, ils prétendent alors avoir des otages parmi les élèves officiers. Les assaillants placent également des engins explosifs improvisés, certains sont dissimulés sur des cadavres de soldats. Plus tard dans la soirée, un des islamistes est maîtrisé alors qu'il tentait de s'enfuir.
Les forces spéciales françaises arrivent en renfort au camp d'Agadez et le lendemain matin elles lancent l'assaut sur la dortoir, située à proximité de la caserne. Les deux jihadistes retranchés dans le bâtiment sont tués,.

### Bilan humain
Selon le premier bilan du ministre nigérien de l'intérieur Abdou Labo, l'explosion et les combats provoquent la mort de 18 soldats, d'un civil et de quatre jihadistes, il y a également 13 blessés, dont 6 graves dans les rangs de l'armée
Dans un second bilan, le ministre nigérien de la défense Mahamadou Karidjo déclare qu'au moins 20 soldats ont été tués et 16 blessés, tandis que les islamistes ont trois morts. Par la suite, un quatrième jihadiste est capturé dans un bâtiment où il prétendait détenir des otages,. Le 24 mai, Mahamadou Karidjo donne un bilan des pertes plus élevé : « À Agadez, il y a eu huit tués du côté des assaillants et nous avons enregistré malheureusement 24 morts. » Il indique également que trois personnes, initialement considérées comme des otages, ont en réalité été tuées rapidement « à bout portant dans la nuque », le premier jour du combat.
Au moins deux jihadistes sont tués par les forces spéciales françaises le 24 mai. Au total, huit islamistes sont tués à Agadez selon le ministre Karidjo Mahamadou, qui précise que tous étaient équipés de ceintures chargées d’explosifs.
D'après un élu d'Agadez, trois terroristes, trois otages et une personne touchée par une balle perdue ont été tuées lors de l'assaut final du 24 mai.
Au total, 23 soldats nigériens sont tués dans le camp militaire d'Agadez, ainsi qu'un soldat camerounais en formation au Niger.
Dans un communiqué publié le 8 juillet, le groupe des Signataires par le Sang déclare avoir causé des pertes plus élevées et affirme que « 116 militaires nigériens dont un grand nombre d'officiers, ainsi que leur instructeur français, ont été abattus à Agadez ».

## Attentat d'Arlit

### Déroulement
Environ trente minutes après l'explosion d'Agadez, une seconde attaque est commise près d'Arlit, à 240 km plus au nord, contre une mine d'uranium de la Somaïr, une filiale du groupe industriel français Areva. Les kamikazes se font exploser avec une voiture piégée devant la centrale électrique de l'usine de traitement d'uranium.

### Bilan humain
Deux kamikazes sont tués à Arlit lors de l'explosion,.
Dans un premier bilan, Areva évoque 13 employés blessés, tous de nationalité nigérienne, par la suite le groupe industriel indique qu'un homme a succombé à ses blessures et qu'au moins 14 civils sont blessés.
En fin de journée, le bilan monte, selon ministre nigérien de l'Intérieur, à 50 blessés, dont 1 civil et 49 agents des forces de défense et de sécurité.

## Revendication
Le même jour, l'attaque est revendiquée par le MUJAO. Son porte-parole, Adnane Abou Walid al-Sahraoui, déclare que le groupe a « attaqué la France, et le Niger pour sa coopération avec la France dans la guerre contre la charia ». Le même jour, El-Hassen Ould Khalill, dit Jouleibib, porte-parole des Signataires par le sang déclare que son mouvement a pris part aux attaques conjointement avec le MUJAO, il affirme également que l'opération a été supervisée par Mokhtar Belmokhtar et que « plus d'une dizaine de combattants ont participé à ces attaques ».
Selon le gouvernement nigérien, l'attaque jihadiste a été lancée depuis la Libye. À la suite de l'intervention militaire au Mali une importante partie des forces islamistes s'est repliée à l'étranger, principalement en Libye où un camp est établi à Oubari, défendu par environ 400 hommes regroupés sous le nom de « brigade 315 ».
Cependant, selon des officiels maliens, les attentats ont été en grande partie planifiés dans le nord du Mali, notamment à Tarkint.